# Unité sainte-rosienne
 (juillet 2017).
Si vous disposez d'ouvrages ou d'articles de référence ou si vous connaissez des sites web de qualité traitant du thème abordé ici, merci de compléter l'article en donnant les références utiles à sa vérifiabilité et en les liant à la section « Notes et références ».
Actualités
L'Unité sainte rosienne est un club de football guadeloupéen basé à Sainte-Rose.
Le club joue ses matchs à domicile au Stade de Sainte-Rose.

## Palmarès et résultats sportifs

### Titres et trophées
- Vainqueur de la Coupe de Guadeloupe de football en 2012
- Participation au CFU Club Championship en 2014 et en 2015 (élimination en phase de groupes)
- Champion de Guadeloupe en 2016 et 2017

## Entraîneurs
- 2017- :  Louis Marianne